# Code Z

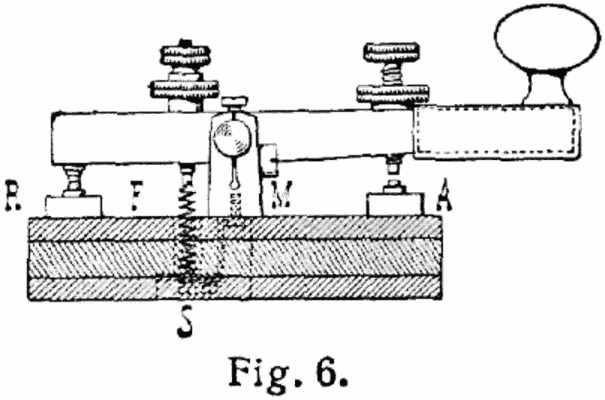
Telegraphe

Le code Z (avec le code Q) constitue l'ACP 131 (Allied Communication Publication n° 131). C'est un ensemble de codes utilisés pour les communications radio en morse ou en radiotélétype. En réalité, il existe différentes sortes de codes Z :
- la société Cable & Wireless a développé des codes Z pour les communications commerciales aux premières heures des télécommunications ;
- indépendamment, l'OTAN a développé des codes Z pour les besoins militaires ;
- il existe d'autres codes Z utilisés par l'armée soviétique et d'autres organisations.

Les anciens codes Z de Cable & Wireless ne sont plus guère utilisés de nos jours.
Voici quelques codes Z :
| Code  | Signification                                               | Mnémonique (en Anglais)     |
| ----- | ----------------------------------------------------------- | --------------------------- |
| ZAL   | Modifiez votre longueur d'onde                              | Alter your wavelength       |
| ZAP   | Confirmez, s'il-vous-plaît                                  | Acknowledge, please         |
| ZBK   | Recevez-vous clairement mon émission ?                      | —                           |
| ZBK1  | Je reçois correctement votre émission                       | —                           |
| ZBK2  | Je reçois votre émission brouillée                          | —                           |
| ZBM2  | Faites venir un opérateur compétent sur cette communication | —                           |
| ZSF   | Transmettez plus rapidement                                 | Send faster                 |
| ZBW # | Basculez sur la fréquence de repli #                        | Change to backup wavelength |

Dans cet exemple, les codes ZBK1 et ZBK2 ont été définis par l'OTAN, tandis que les autres sont issus du premier standard de la société Cable & Wireless.